# Новаковский, Леон
Леон Новаковский (пол. Leon Nowakowski, 28 июня 1913, Бытонь, Куявско-Поморское воеводство — 31 октября 1939, Пётркув-Куявский, Куявско-Поморское воеводство) — блаженный Римско-католической церкви, священник, мученик. Входит в число 108 блаженных польских мучеников, беатифицированных римским папой Иоанном Павлом II во время его посещения Варшавы.

## Биография
Окончил Высшую Духовную семинарию и 20 июня 1937 года был рукоположён в сан священника, после чего продолжил богословское образование в Люблине. В 1938 году поступил в Папский Григорианский университет в Риме. Начало Второй мировой войны, проводя духовные упражнения в Польше. Заменил арестованного настоятеля католического прихода в Бытоне.
24 октября 1939 года был арестован Гестапо во время проведения богослужения и препровождён в город Пётркув-Куявски. В ночь с 31 октября на 1 ноября 1939 года был расстрелян в городском парке.

## Прославление
13 июня 1999 года был беатифицирован римским папой Иоанном Павлом II вместе с другими польскими мучениками Второй мировой войны.
День памяти — 12 июня.

## Источник
- Tomasz Kaczmarek, Błogosławiony ksiądz Leon Nowakowski. Włocławe, Wydaw. Duszpasterstwo Rolników, 2001, ISBN 83-88743-24-4
- Roberto Olivato, Sacrari, santi patroni e preghiere militari, Edizioni Messaggero, 2009, стр. 312